# Carlos Prío Socarrás
Carlos Prío Socarrás (Bahía Honda, 14 luglio 1903 – Miami Beach, 5 aprile 1977) è stato un politico cubano.

## Biografia
Deputato all'assemblea costituente del 1939, senatore dal 1940 e primo ministro dal 1945 al 1947, fu nominato nel 1947 Ministro del lavoro.
Nel 1948 fu eletto presidente della repubblica, ma un golpe architettato dal generale Fulgencio Batista lo depose nel 1952, costringendolo all'esilio.
Noto avversario e cospiratore dell'allora regime dittatoriale di Fulgencio Batista a Cuba, tornò in patria per poi essere arrestato nel 1956 e successivamente espulso. Trascorse gli ultimi anni in Florida.